# シドニー・トレインズS形電車
シドニー・トレインズS形電車（シドニートレインズSがたでんしゃ、S set）は、1972年に登場したシドニー・トレインズの電車。1972年から1980年にかけて509両が製造された。2両・3両編成のL形（L set）、6両編成のR形（R set）、そして4両編成のS形（S Set）が広義のS形電車に含まれる。

## 概要
ニューサウスウェールズ州営鉄道（現：シドニー・トレインズ）は1964年より2階建て付随車を製造して従来車の編成に組み込み、好評を博していた。これに伴い、同鉄道は本格的なオールダブルデッカー編成の導入を検討した。オール2階建て編成の試作車として、タロック・リミテッドは1968年に2階建て電動制御車4両を製造した。4両にはイングリッシュ・エレクトリック、東芝、日立製作所、三菱電機の4社の電装品がそれぞれ搭載されており、比較検討の結果量産車では三菱電機製の電装品の採用が決まった。こうして三菱製の電装品にオールステンレス車体を組み合わせ、シドニー初のオール2階建て量産編成として登場したのがS形である。

## 概説
車体はコルゲート付きのオールステンレス車体で、すべての車両が二階建て車両である。初期に製造された1次車に関してはステンレス車体ながら車体全体に塗装（登場時は青地に白線、1976年より赤に塗り替え）がなされていたが、1978年以降に製造された二次車以降は全面無塗装となり、初期製造車両も後にこれに合わせて無塗装となった。シドニー・トレインズが所有する2019年現在では前面下部およびドア部を黄色に塗装している。
車内は2＋3列の転換クロスシートを採用している。内装は登場当初暖色系であったが、後述の改修工事を経て現在は寒色系となっている。冷房装置は登場時から現在に至るまで搭載していない。電気機器は先述の通り、三菱電機製のものを採用している。同社製の電気機器は後年のT形"Tangara”に至るまでシドニーの近郊電車で採用され続けた。

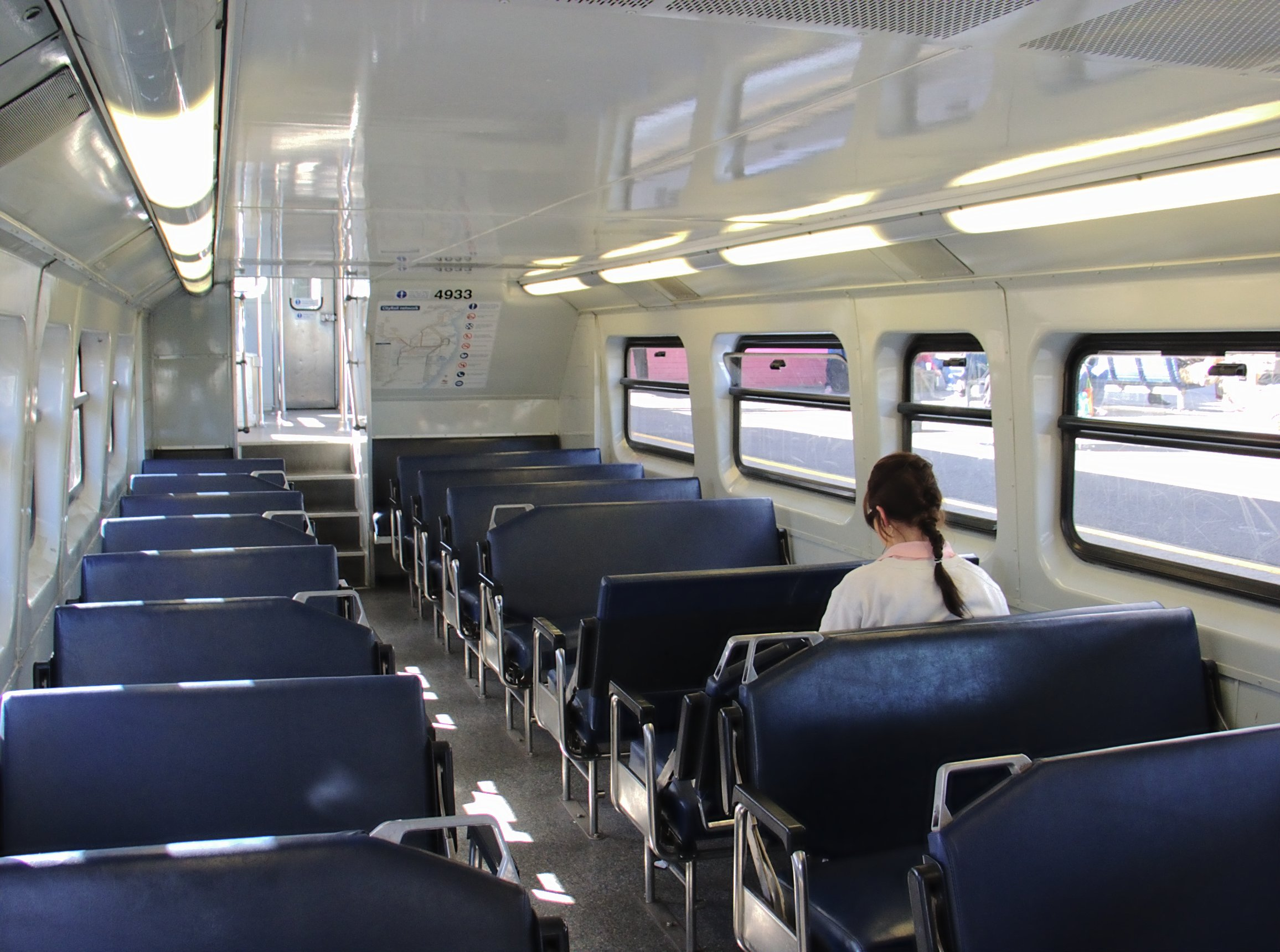
1階部分
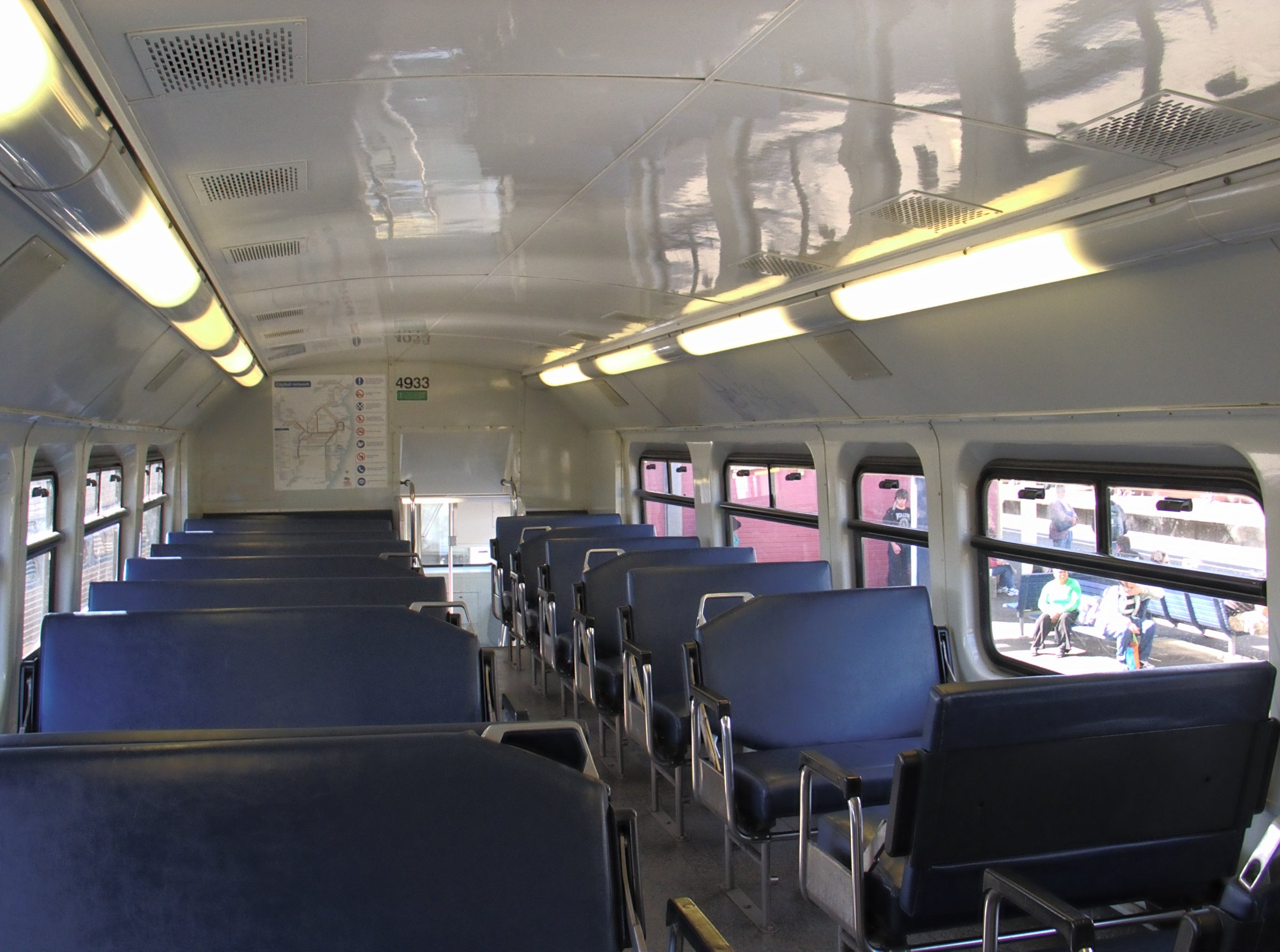
2階部分
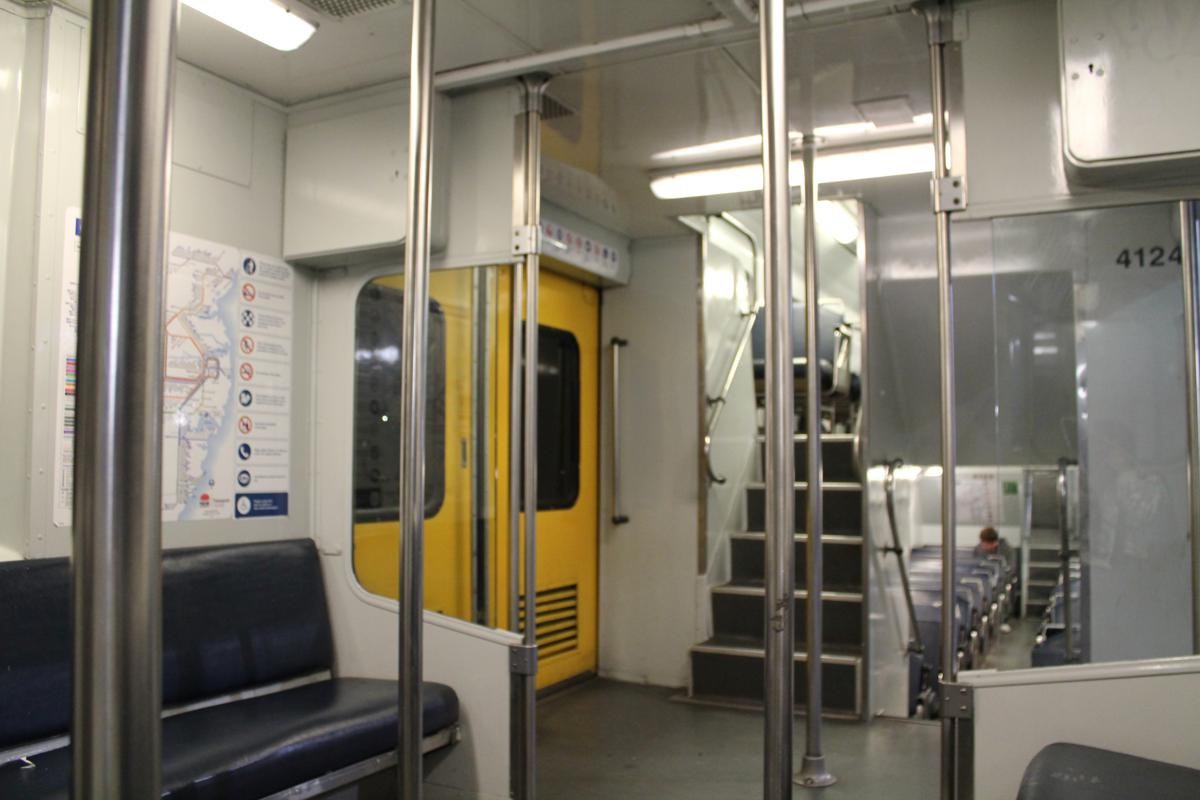
階段部分
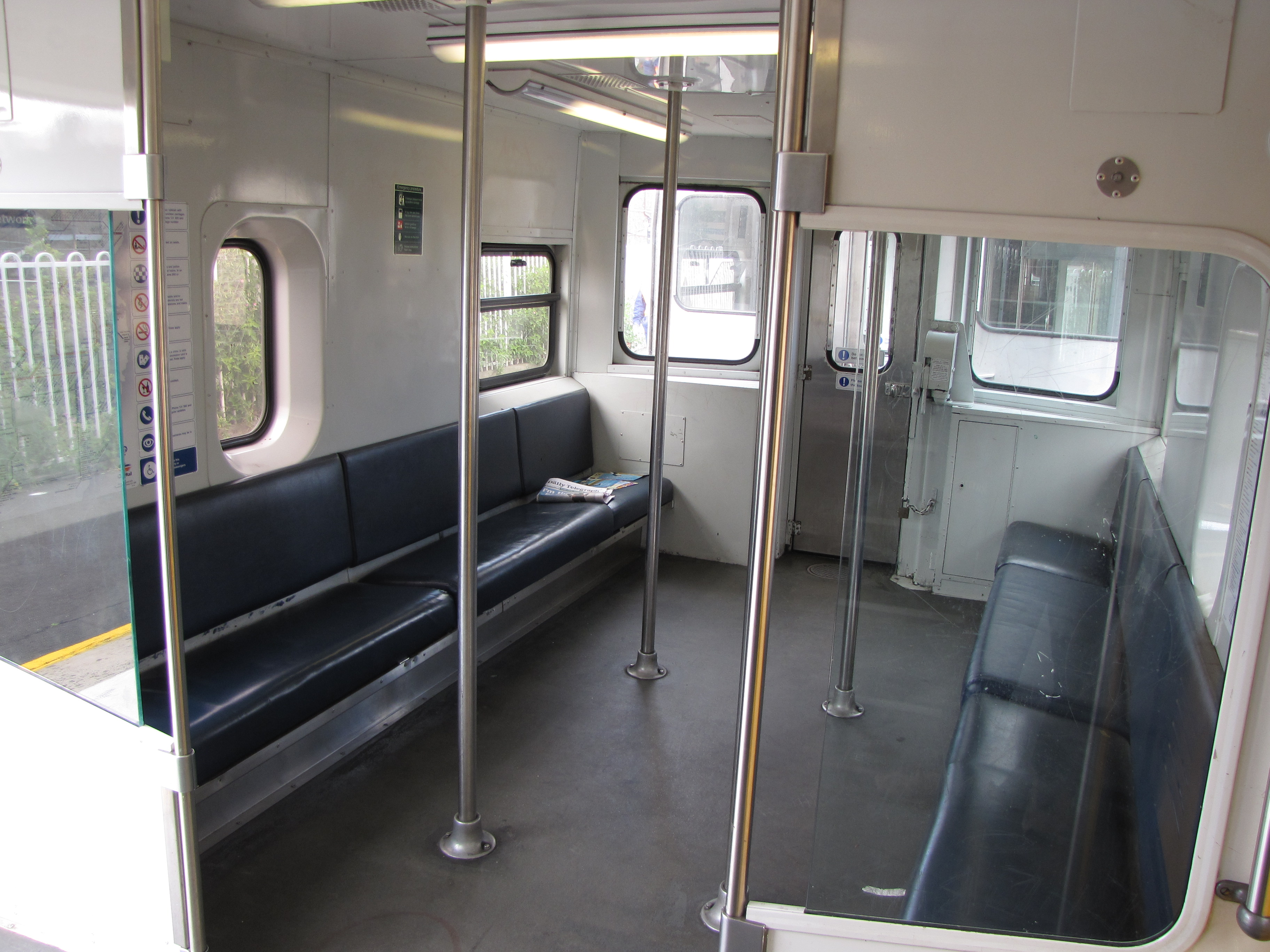
運転台付近
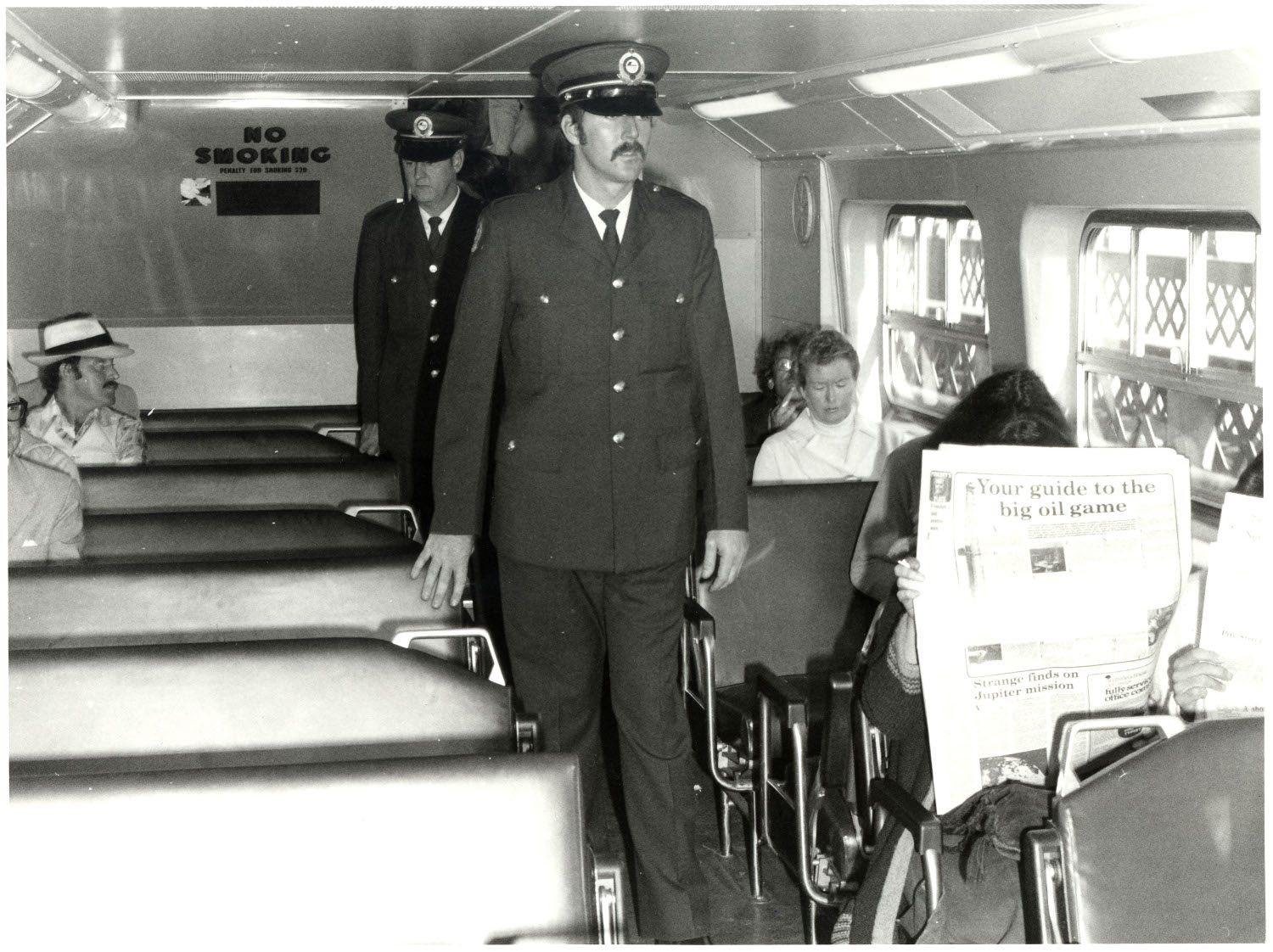
改修工事前の内装 側面窓の構造などが改修後と異なる

## 形態分類
S形電車はコモンウェルス・エンジニアリング（コメンジ）社とゴニナン社により、合計509両が製造された。詳しい分類は以下の通りである。

### コメンジ製グループ

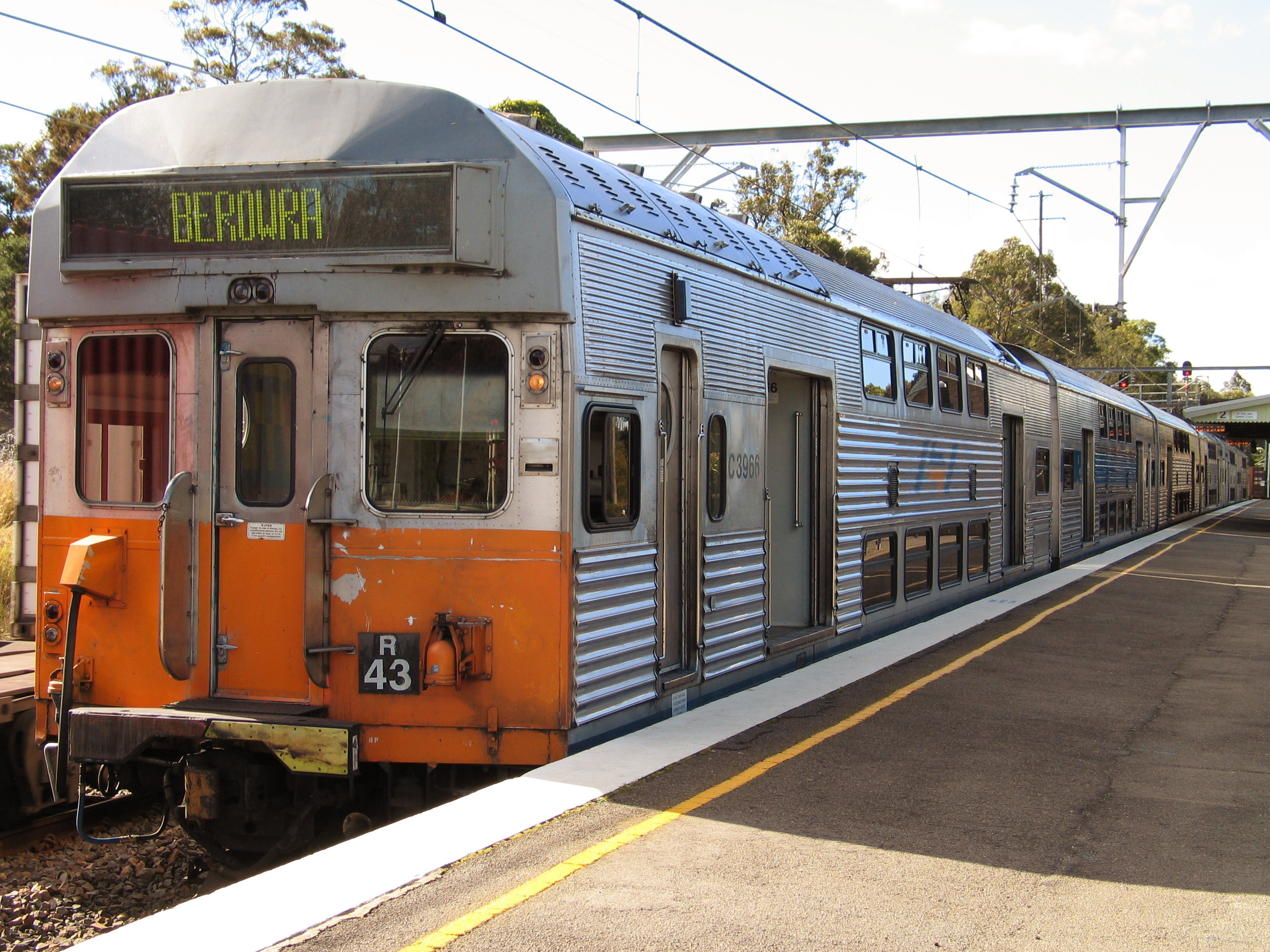
コメンジ製の先頭車。

1972年から1980年までの間に合計359両が4次に渡って製造された 。運転台部分に丸みを帯びたデザインが特徴である。
- 1次車（Series 1） - 車体下部のコルゲートが存在せず、車体の両端が丸みを帯びたデザインになっている。
- 2次車（Series 2）・3次車（Series 3） - 車体下部のコルゲートが存在し、先頭部のみが丸みを帯びたデザインになっている。
- 4次車（Series 4） - 前面上部にヘッドライトが追加された。

なお、制御車のうちD4011-D4020の車番とD4021-D4095とでは窓配置が異なる。
| 数  | 次数  | タイプ     | 車番        |
| --- | ----- | ---------- | ----------- |
| 53  | 1次車 | 制御電動車 | C3805-C3857 |
| 154 | 2次車 | 制御電動車 | C3858-C3911 |
| 154 | 3次車 | 制御電動車 | C3912-C3986 |
| 154 | 4次車 | 制御電動車 | C3741-C3765 |
| 67  | 1次車 | 付随車     | T4921-T4962 |
| 67  | 2次車 | 付随車     | T4963-T4987 |
| 85  | 3次車 | 制御車     | D4011-D4020 |
| 85  | 4次車 | 制御車     | D4021-D4095 |

### ゴニナン製グループ

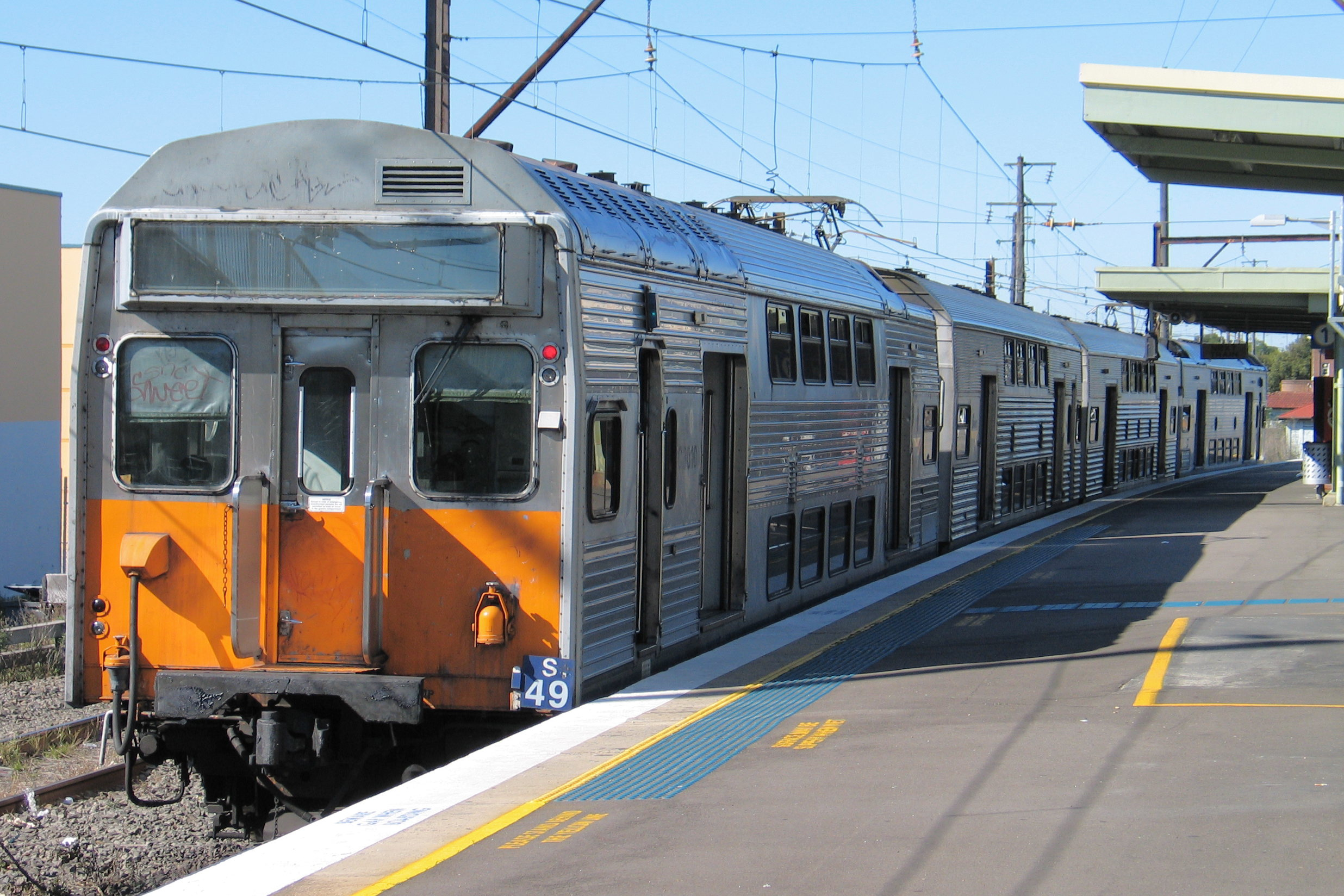
ゴニナン製の先頭車。

- 1978年から1980年までの間に合計150両がGonian社によって製造された[5]。切妻型の前面デザインが特徴である。

| 数 | 車番        | タイプ     |
| -- | ----------- | ---------- |
| 80 | C3001-C3080 | 制御電動車 |
| 70 | T4101-T4170 | 付随車     |

## 編成
2・3両編成は"L形（L set）"、6両編成は"R形（R set）"、4両編成は"S形（S set）"として区分される。また、下記の編成に加えてS形を2本繋いだ8両編成による列車も存在する。
| 形式名         | 編成        |
| -------------- | ----------- |
| L形（2両編成） | C-D         |
| L形（3両編成） | C-T-C       |
| S形            | C-T-T-C     |
| R形            | C-T-C-T-T-C |
| R形            | C-T-C-C-T-C |

【凡例】

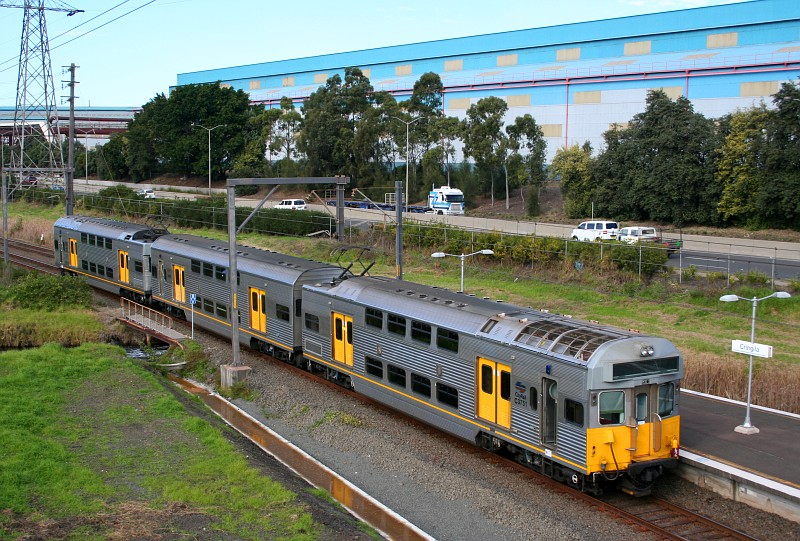
3両編成のL形。なお先頭車は4次車で、前面上部に大型前照灯を装備する。

- C=制御電動車（日本国有鉄道における電車の形式称号で言う「クモハ」に該当）
- T=付随車（「サハ」に該当）
- D=制御車（「クハ」に該当）

## 改造

### 改修工事
1990年代に改修工事を受け、車内化粧板交換、座席モケット張替え、前面行先表示機設置、窓サッシの交換などが行われた。

### 先頭車の中間車化改造

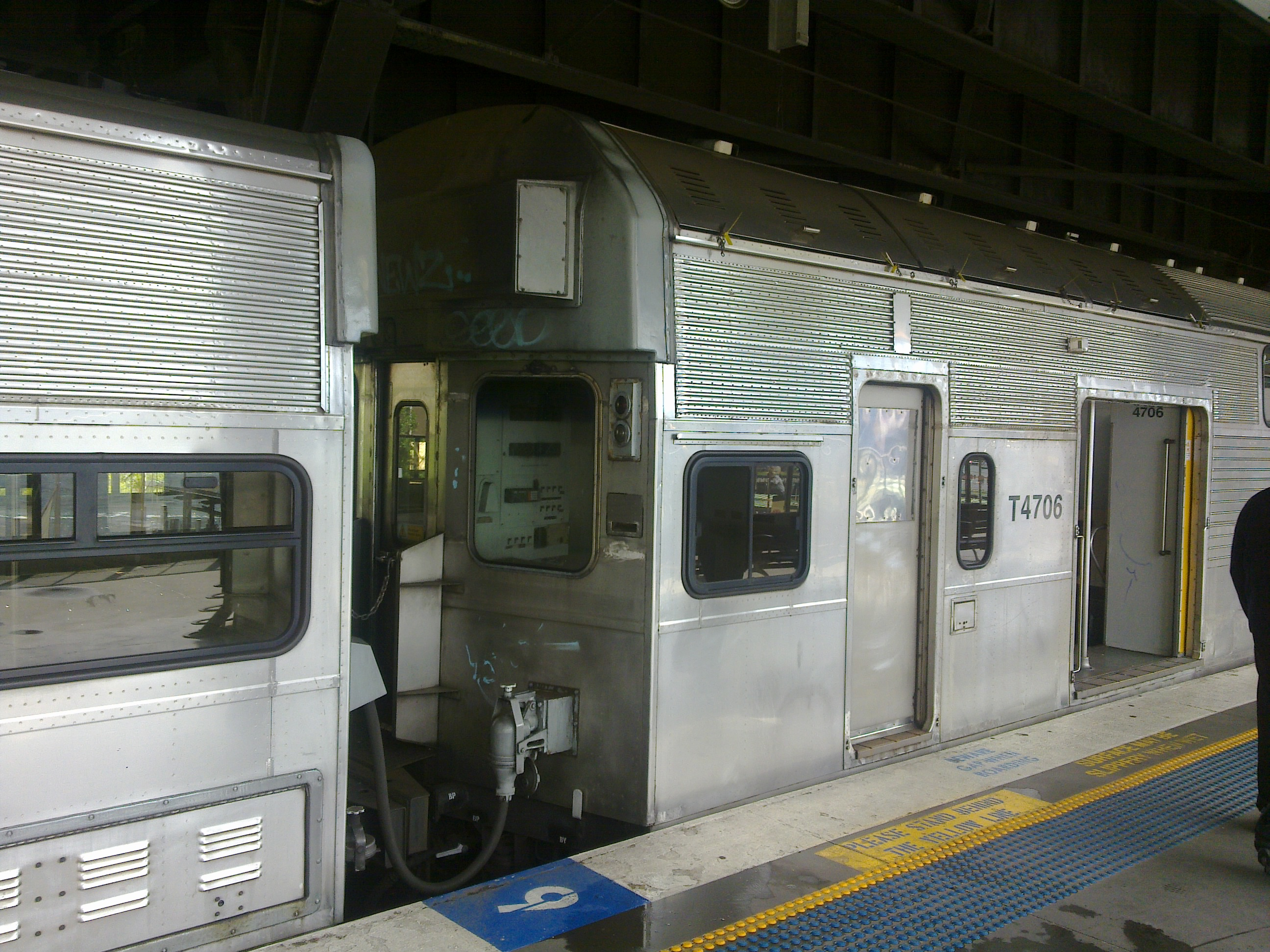
中間車化改造車の一例。

編成に組み込まれていたタロック・リミテッド社製旧型付随車が2004年までに引退したため、先頭車に対して中間車が不足する事態が発生した。それに伴い、先頭車の一部が中間付随車化改造を受けた。
23両が改造を受け（全てコメンジ製）、その内16両が1次車、7両が2次車であった。改造内容は以下の通り。
- 前面黄塗装の剥離
- 乗務員室の開放
- パンタグラフ撤去
- 前照灯撤去（一部車両）
- 乗務員室撤去（一部車両）

なお電動機やコンプレッサーは撤去されず存置され、前面行先表示機も撤去されず塗りつぶされた。

## 引退
S形はシドニー・トレインズ最古参車両であった事に加えて冷房装置を搭載しておらず、他車と比較して旅客サービス面で遜色があった為、A形・B形電車 “Waratah”によって置き換えが開始された。
2019年3月の時点で在籍していた全車両がフレミントン車両基地に所属し、T2、T3、T6、T7、T8の5路線にて運用されていたが、従来K形が運用されていた路線にB形を投入することによってK形を押し出し、それによってS形を置き換える玉突き転用が行われた結果、同年6月28日をもって全ての営業運用から退き、同年7月21日のさよなら運転を最後に完全に引退した 。

## 保存車
C3805、T4150、C3814の3両が有志の手によって保存されている。また、C3840およびT4058がPetersham駅にて訓練教材として使用されている。
Transport Heritage NSWおよびシドニー・トレインズ公式の保存車両として、S56編成（C3001-T4101-T4961-C3862）が動態保存されている。また、S28編成（C3986-T4050-T4013-C3765）がシドニー・トレインズによって保管されている。